# Ambassade du Canada en Tunisie
L'ambassade du Canada à Tunis est l'ambassade canadienne en Tunisie. Elle est située au numéro 24 de la rue de la Feuille d'Érable. L'actuelle ambassadrice est Lorraine Diguer.

## Liste des ambassadeurs
- Herbert Frederick Brooks-Hill Feaver (1er mars 1961-30 juin 1964)
- René Garneau (28 septembre 1964-4 mai 1968)
- Alfred John Pick (29 septembre 1966-25 avril 1969)
- D'Iberville Fortier (26 novembre 1969-11 août 1972)
- Henri Gaudefroy (2 septembre 1972-17 juin 1974)
- Jacques Gilles Bruno Gignac (11 septembre 1974-4 août 1977)
- Jean-Marcel Touchette (13 octobre 1977-15 juillet 1980)
- Arthur Edward Blanchette (en) (16 octobre 1980-23 août 1983)
- Witold Maciej Weynerowski (25 octobre 1983-9 août 1986)
- Timothy Angus Williams (8 novembre 1986-30 juillet 1989)
- Marius Jean Bujold (5 octobre 1989-12 août 1993)
- Michel Roy (30 septembre 1993-29 août 1996)
- Arsène A. Després (22 octobre 1996-1999)
- Jacques T. Simard (13 janvier 2000-1er mars 2004)
- Wilfrid-Guy Licari (20 mai 2004-22 février 2006)
- Bruno Picard (18 janvier 2007-23 août 2009)
- Ariel Delouya (19 novembre 2009-2012)
- Sébastien Beaulieu (21 septembre 2012-juillet 2015)
- Carol McQueen (3 décembre 2015-août 2019)
- Patrice Cousineau (24 octobre 2019-2022)
- Lorraine Diguer (depuis le 11 novembre 2022)